# Giovanni Battista Tiepolo

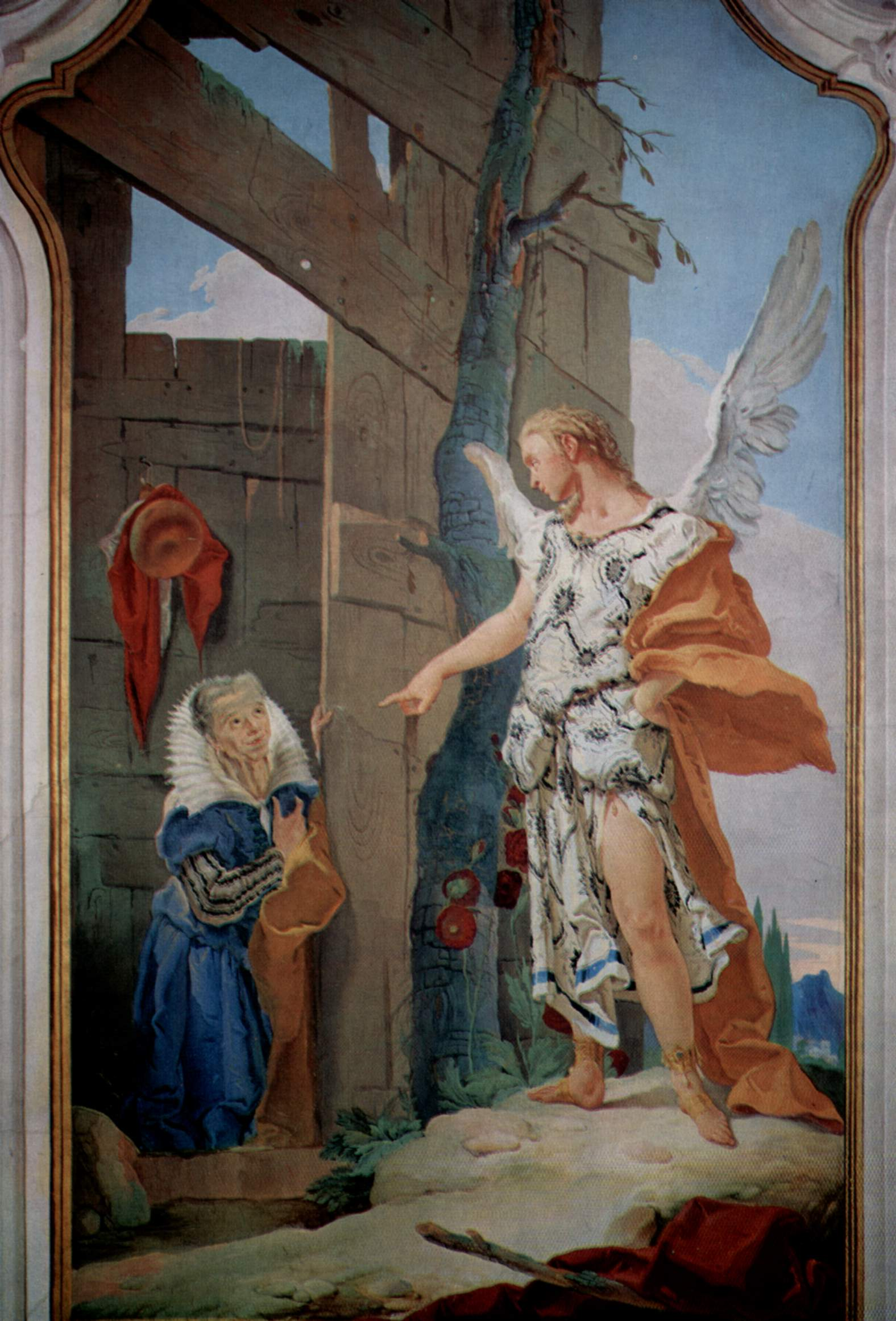
Sara y el arcángel (1726-1728; Palacio Arzobispal de Udine).

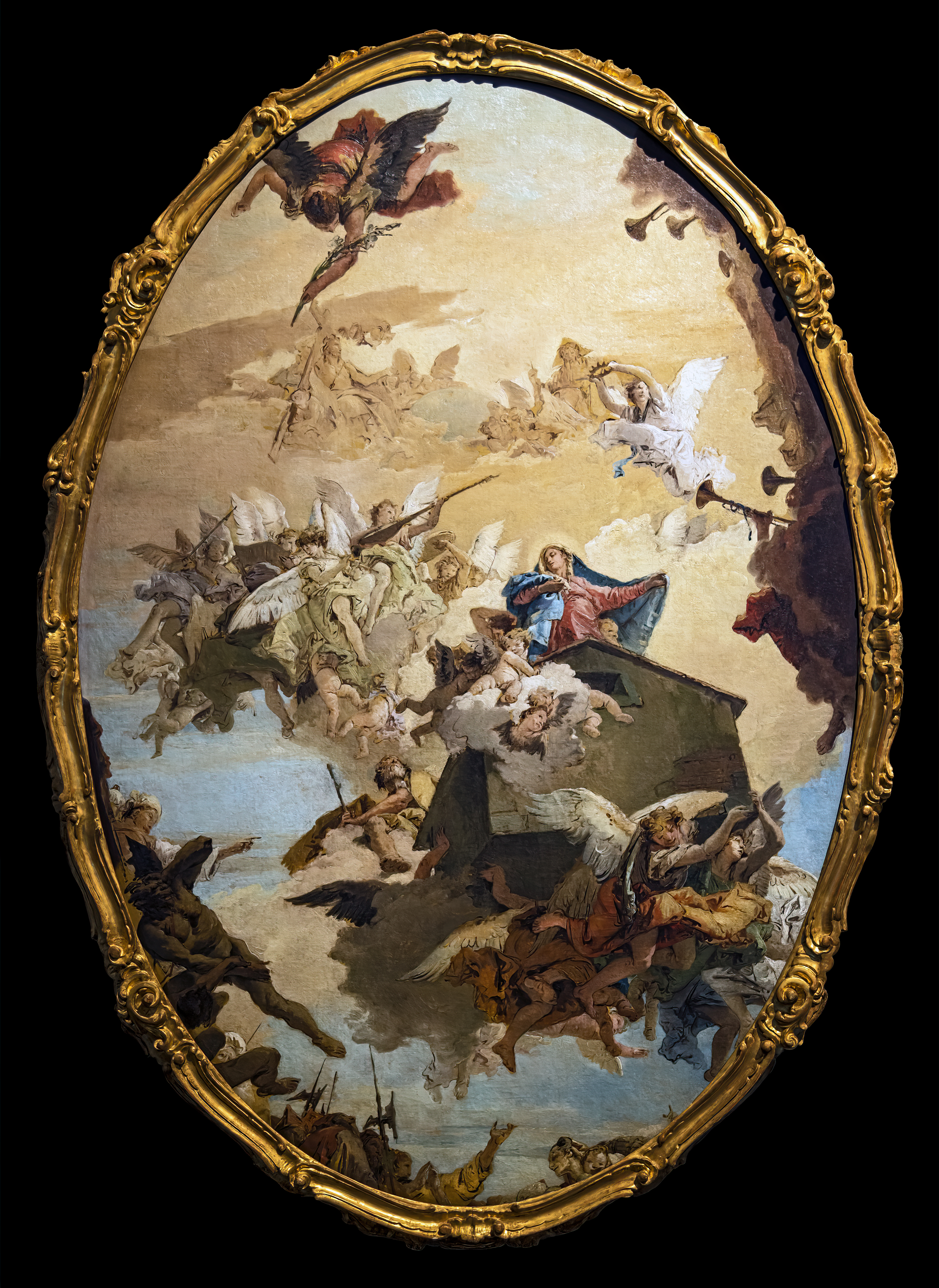
Traslación de la Santa Casa de Loreto (1743-1745; Galería de la Academia de Venecia).

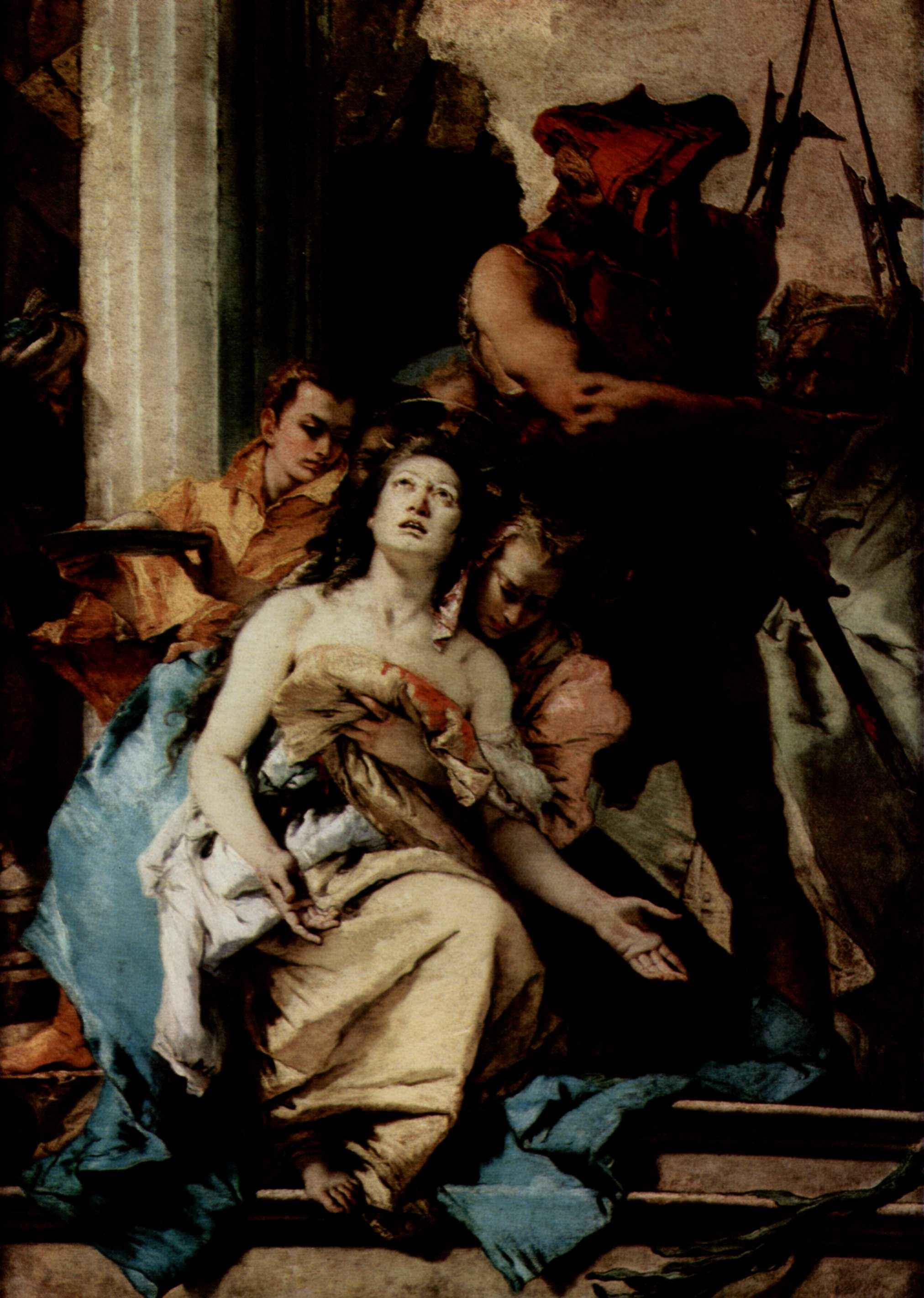
Martirio de santa Águeda (1750; Gemäldegalerie de Berlín).

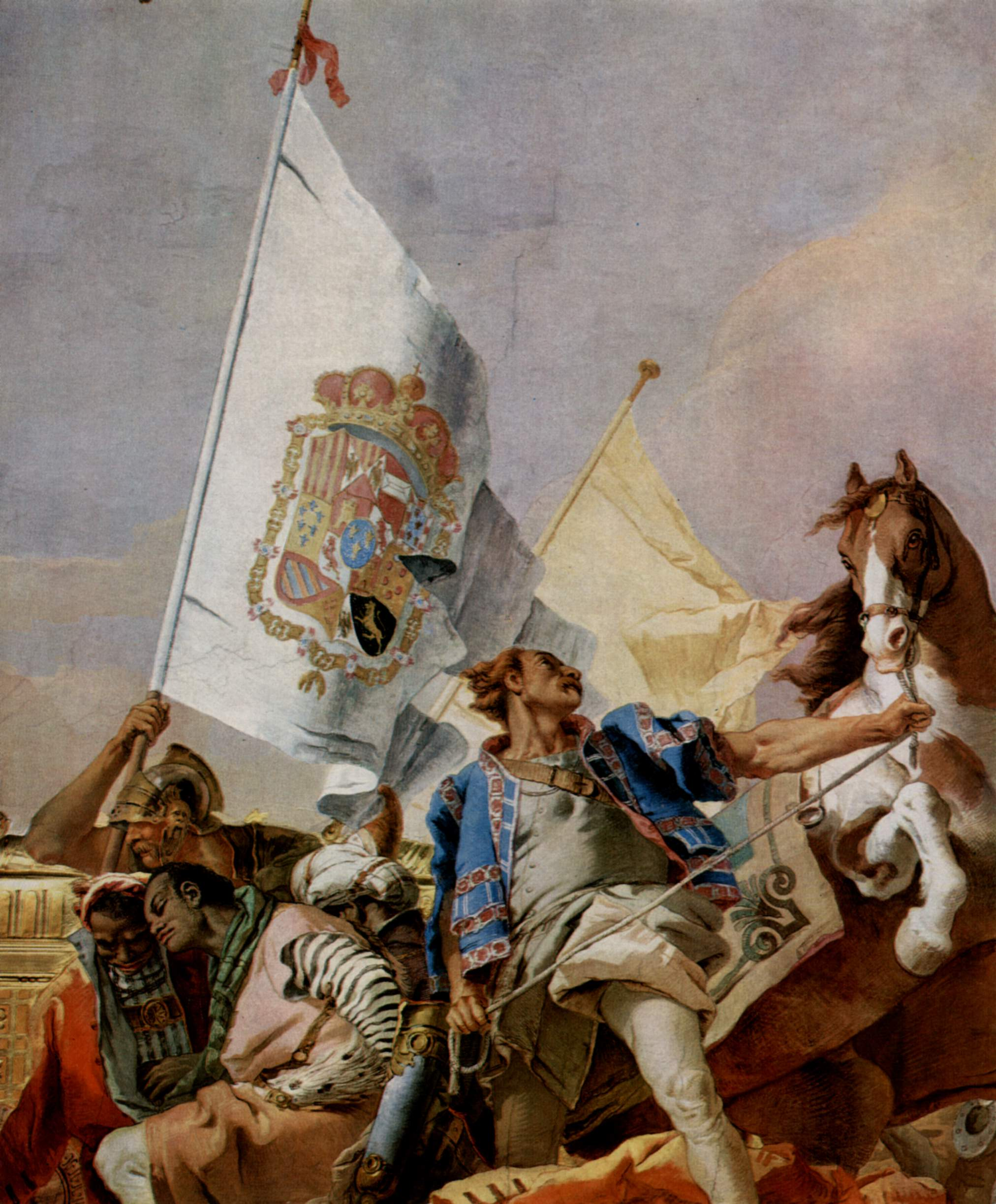
Frescos en el Palacio Real de Madrid (1762-1766).

Giambattista (o Giovanni Battista) Tiepolo (Venecia, 5 de marzo de 1696-Madrid, 27 de marzo de 1770) fue un pintor y grabador italiano, considerado el último gran representante de la pintura barroca. Es una de las figuras más importantes del rococó italiano, tanto por sus pinturas murales al fresco como por las realizadas al óleo sobre lienzo.

## Biografía
Era hijo de un corredor de barcos. Su maestro fue Gregorio Lazzarini, pero aprendió aún más de la obra de los maestros que lo precedieron: Tiziano, Tintoretto y, sobre todo, Veronés. Es el más grande decorador del siglo.
En 1719 se casó con una hermana del vedutista Francesco Guardi, Maria Cecilia, de la que tuvo nueve hijos, dos de los cuales fueron también buenos pintores: Lorenzo y en especial Giovanni Domenico Tiepolo, que comenzó a colaborar con él en la década de 1740.
Pintor fecundo e imaginativo, alcanzó enorme éxito, y recibió encargos de Venecia, Milán, Bérgamo y Vicenza. Fue asistido en Venecia por un experto en perspectiva, Gerolamo Mengozzi-Colonna. El éxito de estos frescos hizo que se le contratara en otros lugares de Europa, como la Residencia de Wurzburgo y, al final de su carrera, en Madrid.
A principios del año 1762 partió hacia Madrid (donde fallecería), llamado por el rey Carlos III. Su tarea principal fue decorar al fresco varios techos del Palacio Real de Madrid. Acudió con sus hijos Giovanni Domenico Tiepolo y Lorenzo. Viudo de Maria Cecilia Guardi, le acompañó su nueva novia, mucho más joven que él y frecuente modelo de sus figuras femeninas.
Sus principales trabajos en Madrid fueron los frescos del Palacio Real (a destacar los del Salón del Trono) y una serie de cuadros para los altares de la iglesia del convento de San Pascual de Aranjuez. Cuando falleció, su estilo empezaba a ser cuestionado y esos cuadros de altar fueron retirados (más tarde, varios de ellos serían mutilados), para ser sustituidos por otras obras al gusto neoclásico que imponía Mengs.
Tiépolo murió de forma repentina en su casa de la plazuela de San Martín, en Madrid, el 27 de marzo de 1770 y fue enterrado en secreto (por no haber podido recibir los santos sacramentos) en uno de los nichos de la bóveda del Santísimo Cristo de los Milagros, en la Iglesia de San Martín, donde, más tarde, desapareció su tumba porque la iglesia fue derribada y sus restos se perdieron.

### Grabados
Su producción grabada ha parecido quedar eclipsada por la pictórica, y es relativamente corta: 33 imágenes al aguafuerte, agrupadas en dos series. Hacia 1743 vio la luz un primer grupo de diez planchas, Vari Capricci, que sería nuevamente publicado por su hijo Giandomenico en 1785. Hacia 1743-53 se sitúan las restantes 23 imágenes, que se publicaron con el título de Scherzi di Fantasia. Influido por grabadores del siglo anterior como Giovanni Benedetto Castiglione y Salvator Rosa, Tiepolo creó sus grabados sin las ataduras de los encargos, dando rienda suelta a caprichos o invenciones con personajes pintorescos y exóticos, ruinas y alusiones al ocultismo y lo decadente.

## Estilo
En una primera época siguió el estilo de Giovanni Battista Piazzetta, Federico Bencovich y Sebastiano Ricci. El claroscuro del barroco da paso en él a los colores claros. Habiendo conocido un gran éxito por sus obras de Venecia y Bérgamo llegó a distanciarse del academicismo.
Excelente pintor, influyó en Goya debido a una notable técnica que posteriormente alcanzaría un gran reconocimiento: la «iluminación» de partes precisas del cuadro. Los colores claros resaltan impresiones o ideas tales como la pureza o lo divino. Tenía una gran facilidad para el dibujo. Sus composiciones son etéreas, llenas de gracia. Sus techos pintados, de efecto ilusionista, engañan a la vista y parecen abiertos al cielo.
Para sus temas bíblicos y mitológicos, introducía fondos arquitectónicos al estilo de Veronés. Su colorido es más claro y ligero que el de Tiziano o Rubens, con tonos nacarados, si bien maneja el pincel con soltura, sin buscar un efecto liso como Mengs y otros pintores neoclásicos posteriores.
Su producción es en gran porcentaje religiosa, por encargos de iglesias y cofradías venecianas. Abunda en cuadros de apariciones, visiones celestiales y temas de martirio. Por exigencias decorativas, suelen ser composiciones verticales muy alargadas, dividiendo el espacio entre una zona celeste y otra terrenal.
Inspiró a autores muy posteriores, como Jules Chéret (1836-1933), el primero de los grandes cartelistas que produjo sistemáticamente grandes carteles litográficos en color.

## Obras
- La reina Zenobia ante el emperador Aureliano (c. 1717; lienzo de 250 x 500 cm.), Museo del Prado, Madrid .
- Frescos del Palacio Arzobispal de Udine (1726-1728):
  - Raquel escondiendo los ídolos domésticos.
  - Sara y el arcángel.
- La muerte de Jacinto. Museo Thyssen-Bornemisza, Madrid.
- Generosidad de Escipión, Museo Nacional de Estocolmo, boceto para la decoración de la Villa Cordellina, en el Montecchio, cerca de Vicenza. Anteriormente, Escipión había sido representado en el palacio Dugnani-Casati de Milán (1731).
- Tentación de San Antonio, Pinacoteca de Brera, Milán.
- Virgen del Carmen (1732), realizado para la iglesia veneciana de San Apolinar. Pinacoteca de Brera.
- Agar e Ismael en el desierto (h. 1732), Scuola di San Rocco, Venecia.
- Telémaco y Mentor (h. 1740), Rijksmuseum, Ámsterdam.
- La Traslación de la Santa Casa de Loreto (1743–1745), Galería de la Academia de Venecia. Es un estudio preparatorio de la composición destinada a la iglesia veneciana de los carmelitas descalzos, con perspectiva sotto in sù.
- Martirio de santa Águeda (1750), Gemäldegalerie, Berlín.
- Santa Cecilia (1750), MNAC de Barcelona
- La visita de Enrique III a la villa Contarini. Hacia 1750. Fresco transpuesto sobre tela, Museo Jacquemart-André, París.
- Frescos en Wurzburgo (1752). Por encargo del príncipe-obispo de Wurzburgo,  Carl Philipp von Greiffenclau, Tiépolo realizó con sus dos hijos la decoración del salón y de la inmensa bóveda de la gran escalera de su nueva residencia. Probablemente sea la obra más lograda de su carrera. De la escena Investidura del obispo Harold como duque de Franconia, se conserva un boceto en el Metropolitan Museum de Nueva York.
- Rinaldo y Armida (1753), Alte Pinakothek, Múnich.
- La Adoración de los Reyes (1753), Alte Pinakothek de Múnich. Perteneció al convento de benedictinos de Schwarzach y, tras la secularización de los bienes eclesiásticos, pasó a la colección de Maximiliano I.
- Las virtudes teologales (h. 1754), Reales Museos de Bruselas. Es un boceto sobre el tema, del que se conocen a Tiépolo hasta cinco versiones distintas.
- La visión de santa Ana (1759), Galería de pinturas de Dresde. De esta obra se conserva un modelo de menor tamaño en el Rijksmuseum.
- La Virgen con san José y cinco santos (finales de los años 1750), Museo Nacional de Bellas Artes de Budapest.
- San Carlos Borromeo (h. 1767-1769). Cincinnati Art Museum.
- Frescos del Palacio Real de Madrid (1762-1766). Temas: glorificación de España y la casa real. Pintó los frescos del Salón del Trono, Saleta y Cuerpo de Guardias o de Alabarderos.
- Abraham y los tres ángeles, Museo del Prado.
- Lienzos para la iglesia del Convento de San Pascual, en Aranjuez, hoy en el Museo del Prado: 
  - Inmaculada Concepción (1767-1769).
  - San Pascual Bailón.
  - Estigmatización de san Francisco de Asís.
  - San Antonio de Padua.
- Dos balcones con orantes, Academia de Bellas Artes de Venecia, con perspectiva sotto in sù.
- Dos series de grabados:
  - Vari Capricci (10 imágenes; hacia 1740-42).
  - Scherzi di Fantasia (23 imágenes; hacia 1743-57).

## Bibliografía

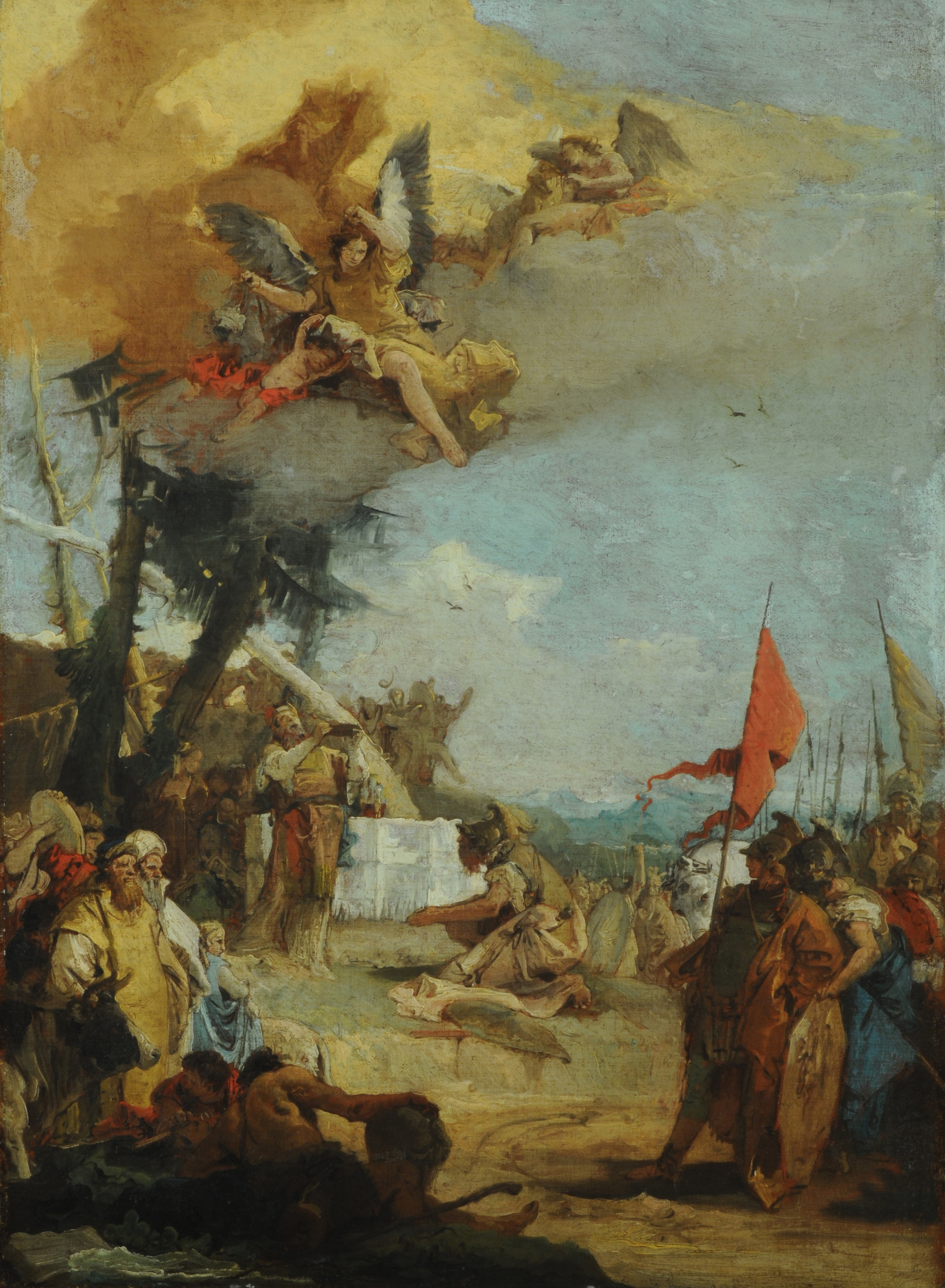
Sacrificio de Melquisedec